# Vijesolići
Vijesolići är en ort i Bosnien och Hercegovina.   Den ligger i entiteten Federationen Bosnien och Hercegovina, i den centrala delen av landet, 23 km nordväst om huvudstaden Sarajevo. Vijesolići ligger 693 meter över havet och antalet invånare är 562.
Terrängen runt Vijesolići är kuperad. Runt Vijesolići är det ganska tätbefolkat, med 93 invånare per kvadratkilometer.. Närmaste större samhälle är Visoko, 6,4 km sydväst om Vijesolići. 
Omgivningarna runt Vijesolići är en mosaik av jordbruksmark och naturlig växtlighet.